# Choleva elongata
Choleva elongata är en skalbaggsart som först beskrevs av Gustaf von Paykull 1798.  Choleva elongata ingår i släktet Choleva, och familjen mycelbaggar. Enligt den finländska rödlistan är arten sårbar i Finland. Arten är reproducerande i Sverige. Artens livsmiljö är torra gräsmarker.